# 4508 Takatsuki
4508 Takatsuki è un asteroide della fascia principale. Scoperto nel 1990, presenta un'orbita caratterizzata da un semiasse maggiore pari a 2,1957343 UA e da un'eccentricità di 0,0843764, inclinata di 1,98118° rispetto all'eclittica.